# Gustaf Upmark den yngre
Gustaf Herman Fabian Upmark, född den 13 mars 1875, död den 3 oktober 1928, var en svensk etnolog och författare, son till intendenten vid Nationalmuseum Gustaf Upmark och Eva Kindstrand.
Gustaf Upmark var intendent vid Nordiska museet från 1906. Han var styresman över Nordiska museet och Skansen 1913–1928 samt 1905–1928 redaktör för Samfundet S:t Eriks årsbok. Han författade en rad herrgårdsmonografier i Svenska slott och herresäten (1908–1923), men är annars mest känd som silverforskare med huvudverket Guld- och silversmeder i Sverige 1520–1850. Gustaf Upmark är begravd på Västerhaninge kyrkogård.